# Гірські ліси долини Магдалени
Гірські ліси долини Магдалени (ідентифікатор WWF: NT0136) — неотропічний екорегіон тропічних та субтропічних вологих широколистяних лісів, розташований в Колумбійських Андах.

Воскові пальми у долині Кокора

## Географія
Екорегіон гірських лісів долини Магдалени розташований в центральній частині Колумбійських Анд. Він охоплює більшу частину широкої долини Магдалени, а також навколишні гори — східні схили Кордильєри-Сентраль або Центрального хребта, та західні схили Кордильєри-Орієнталь або Східного хребта. У північній частині екорегіону розташований гірський хребет Серранія-де-Сан-Лукас висотою до 2000 м, ізольований від інших гірських хребтів Анд.
В горах Центрального хребта Колумбійських Анд переважають вулканічні породи, а в горах Східного хребта — осадові породи. Головною річкою, яка протікає територією регіону, є Магдалена. До неї з навколишніх гірських хребтів стікають численні притоки, зокрема Суаса, Салданья, Сумапас, Чікамоча та Караре.
Долина Магдалени є одним з найбільш густонаселених регіонів Колумбії: тут проживає близько 70 % населення країни. На Кундібоякському плато, розташованому в горах Східного хребта, знаходиться Богота, столиця та найбільше місто Колумбії, у якому проживає понад 8 мільйонів людей. В горах Центрального хребта на заході екорегіону розташований Медельїн — друге за населенням місто Колумбії, у якому проживає понад 2 мільйони людей.
На півночі, у нижній частині долини Магдалени, екорегіон переходить у вологі ліси Магдалени та Ураби та у сухі ліси долини Сіну, в горах на заході — у гірські ліси долини Кауки, в горах на сході — у гірські ліси Кордильєри-Орієнталь, а на крайньому півдні — у гірські ліси Кордильєри-Реаль. Найпосушливіша центральна частина долини Магдалени є частиною окремого екорегіону сухих лісів долини Магдалени, а найвищі гірські вершини навколишніх хребтів — екорегіону північноандійського парамо.

## Клімат
На низьких висотах екорегіону переважає екваторіальний клімат (Af за класифікацією кліматів Кеппена), а на великих висотах — високогірний субтропічний клімат (Cfb за класифікацією Кеппена). Середньорічна кількість опадів коливається від 900 до понад 2000 мм. З квітня по червень та з жовтня по грудень в регіоні тривають сезони дощів, а протягом решти року — посушливі сезони.

## Флора
Рослинний покрив екорегіону представлений гірськими тропічними лісами та хмарними лісами. Серед дерев, що зустрічаються в цих лісах, слід відзначити високе кеш'ю (Anacardium excelsum), духмяну кедрелу (Cedrela odorata), еквадорський лавр (Cordia alliodora), буковий ногоплідник (Retrophyllum rospigliosii), оливковий ногоплідник (Podocarpus oleifolius), великоплоду ієроніму (Hieronyma macrocarpa), кауканську жакаранду (Jacaranda caucana), андійський горіх (Juglans neotropica), колумбійський дуб (Quercus humboldtii), рожеву табебую (Tabebuia rosea), жовте лапачо (Handroanthus serratifolius) та іржасту вошизію (Vochysia ferruginea), а також рідкісне андійське рожеве дерево (Aniba perutilis), яке перебуває під загрозою зникнення. У цих лісах росте багато пальм, зокрема різні види воскових пальм (Ceroxylon spp.), такі як андійські воскові пальми (Ceroxylon alpinum), кіндійські воскові пальми (Ceroxylon quindiuense), золотисті воскові пальми (Ceroxylon parvifrons) та воскові пальми Фогельса (Ceroxylon vogelianum), а також аракові пальми Ламарка (Dictyocaryum lamarckianum).
Загалом флора екорегіону характеризується високим різноманіттям та рівнем ендемізму. Серед ендемічних рослин, поширених серед пагорбів на схилах долини Магдалени, слід відзначити сасаймську воскову пальму (Ceroxylon sasaimae), геліконію Абало (Heliconia abaloi), естілетієву геліконію (Heliconia estiletioides), уїльську геліконію (Heliconia huilensis), рідкоцвіту геліконію (Heliconia laxa), геліконію Мутіса (Heliconia mutisiana), олійну геліконію (Heliconia oleosa) та повзучу геліконію (Heliconia reptans). Також в лісах регіону зростає низка ендемічних орхідей, такі як червона масдеваллія (Masdevallia coccinea), прапоровий мільтонопсіс (Miltoniopsis vexillaria), великий онцидіум (Oncidium nobile) та кучерявий онцидіум (Oncidium alexandrae). У верхній частині долини Магдалени зустрічаються ендемічні колумбійські різдвяні орхідеї (Cattleya trianae), національні квіти Колумбії, які перебувають під загрозою зникнення, а в горах Серранія-де-Сан-Лукас — рідкісні орхідеї Варшевича (Cattleya warscewiczii).

## Фауна
Серед великих ссавців, поширених в лісах регіону, слід відзначити південноамериканського тапіра (Tapirus terrestris), гірського тапіра (Tapirus pinchaque), ошийникового пекарі (Dicotyles tajacu), американську мазаму (Mazama americana), буру коату (Ateles hybridus), рудого ревуна (Alouatta seniculus), бурогорлого лінивця (Bradypus variegatus), північного двопалого лінивця (Choloepus hoffmanni), пуму (Puma concolor), ягуара (Panthera onca) та очкового ведмедя (Tremarctos ornatus), а серед менших ссавців — сірочереву нічну мавпу (Aotus lemurinus), оцелота (Leopardus pardalis), онцилу (Leopardus tigrinus), західного коаті (Nasuella olivacea), пакарану (Dinomys branickii), гірську паку (Cuniculus taczanowskii), центральноамериканського агуті (Dasyprocta punctata), рудохвосту вивірку (Sciurus granatensis), малого лісового рисового хом'яка (Microryzomys minutus), колумбійську лісову мишу (Chilomys instans), андійського біловухого опосума (Didelphis pernigra) та північного тамандуа (Tamandua mexicana). Майже ендемічними представниками екорегіону є малі мазами (Mazama rufina), білоногі тамарини (Saguinus leucopus), мінливі білолобі капуцини (Cebus versicolor), сірорукі нічні мавпи (Aotus griseimembra), андійські вивірки (Sciurus pucheranii), колумбійські рисові хом'яки (Handleyomys intectus), сантандерські карликові білки (Microsciurus santanderensis), м'якошерстні андійські миші (Thomasomys laniger), білохвості олальйомиші (Olallamys albicauda), чибчанські водяні миші (Chibchanomys trichotis), магдаленські водяні щури (Nectomys grandis), гірські пацюки-рибоїди (Neusticomys monticolus), колумбійські дрібновухі мідиці (Cryptotis colombiana) та медельїнські дрібновухі мідиці (Cryptotis medellinia).
Орнітофауна екорегіону характеризується великим різноманіттям. Серед поширених в екорегіоні птахів слід відзначити андійську пенелопу (Penelope montagnii), коста-риканського голуба (Patagioenas subvinacea), зеленого колібрі-лісовичка (Chrysuronia goudoti), фіолетоволобого колібрі-лісовичка (Thalurania colombica), колумбійського колібрі-смарагда (Chlorostilbon gibsoni), синьохвостого колібрі-білогуза (Chalybura buffonii), андійського кондора (Vultur gryphus), андійського сичика-горобця (Glaucidium jardinii), чубатолобого квезаля (Pharomachrus antisianus), андійського квезаля (Pharomachrus auriceps), колумбійського аратингу (Psittacara wagleri), андійського гребнечуба (Rupicola peruvianus), магдаленського покривника (Sipia palliata), (Sipia palliata), чорного покривника (Percnostola immaculata), лісового батарито (Dysithamnus mentalis), середнього дереволаза-міцнодзьоба (Xiphocolaptes promeropirhynchus), андійського пію (Synallaxis azarae), гірського тікотіко (Anabacerthia striaticollis), смугастоволого тирана (Myiodynastes chrysocephalus), гірську еленію (Elaenia frantzii), андійського тирана-інку (Leptopogon superciliaris), мухоїда-білозора (Myiotriccus ornatus), андійського віреона (Vireo leucophrys), світлогорлого гагера (Cyanolyca armillata), зелену паю (Cyanocorax yncas), золотолобу гутураму (Euphonia xanthogaster), вохристоволого блакитнаря (Dubusia taeniata), жовтоплечого цукриста (Dacnis egregia), великого тамаруго (Conirostrum albifrons), жовтоголову танагру (Tangara xanthocephala), золоту танагру (Tangara arthus) та гірську танагру-короткодзьоба (Buthraupis montana).
Ендеміками екорегіону є білощокі токро (Odontophorus strophium), колумбійські горлички (Leptotila conoveri), світлолобі колібрі (Anthocephala berlepschi), чорні колібрі-інки (Coeligena prunellei), каштановочереві амазилії (Saucerottia castaneiventris), сапфіроволобі амазилії-берили (Saucerottia cyanifrons), буроволі бородатки (Capito hypoleucus), магдаленські тапакуло (Scytalopus rodriguezi), рудоголові пиги (Lipaugus weberi), колумбійські поплітники (Thryophilus nicefori), колумбійські заросляки (Atlapetes fuscoolivaceus) та антіоквійські заросляки (Atlapetes blancae), а майже ендемічними його представниками — колумбійські чачалаки (Ortalis columbiana), каштанові токро (Odontophorus hyperythrus), колумбійські колібрі-німфи (Heliangelus clarisse), короткохвості колібрі-смарагди (Chlorostilbon poortmani), рожевочереві колібрі-інки (Coeligena helianthea), колумбійські гіли (Melanerpes pulcher), буроволі котори (Pyrrhura calliptera), андійські пастушки (Rallus semiplumbeus), колумбійські мурашниці (Grallaria milleri), сизочереві мурашниці (Grallaria rufocinerea), неотропічні тапакуло (Scytalopus stilesi), ману-самітники (Cercomacroides parkeri), смугасточереві сорокуші (Thamnophilus multistriatus), бояцькі пію (Synallaxis subpudica), жовтоголові манакіни (Chloropipo flavicapilla), колумбійські ореджеріто (Pogonotriccus lanyoni), великі овади (Cistothorus apolinari), колумбійські еполетики (Macroagelaius subalaris), золотолобі чернітки (Myioborus ornatus), жовтоголові заросляки (Atlapetes flaviceps), вусаті заросляки (Atlapetes albofrenatus), колумбійські габії (Habia gutturalis), довгочубі габії (Habia cristata), бірюзові цукристи (Dacnis hartlaubi) та колумбійські танагри-білозори (Chlorochrysa nitidissima).
Герпетофауна екорегіону включає низку ендемічних видів амфібій, зокрема сантандерського дереволаза (Andinobates virolinensis) і саламандру-сироту (Bolitoglossa capitana), а також кілька рідкісних видів плазунів, зокрема великолускату ящірку Даніеля (Alopoglossus danieli), уїльського аноліса (Anolis huilae) і боготську анадію (Anadia bogotensis).

## Збереження
Більша частина лісів у долині Магдалени була знищена та перетворена на кавові плантації та інші сільськогосподарські угіддя. Тим не менш, у деяких гірських районах збереглися ділянки незайманих лісів. Основними загрозами для їх збереження є розвиток сільського господарства, лісозаготівля, розвиток інфраструктури, а також забруднення водойм.
Оцінка 2017 року показала, що 13 585 км², або 13 % екорегіону, є заповідними територіями. Природоохоронні території включають: Національний природний парк Серранія-де-лос-Яригієс, Національний природний парк Сельва-де-Флоренсія, Національний природний парк Невадо-дель-Уїла та Національний природний парк Лас-Ермосас.